# Шмельово (Свічинський район)
Шмельо́во (рос. Шмелёво) — присілок у складі Свічинського району Кіровської області, Росія. Входить до складу Свічинського сільського поселення.
Населення становить 309 осіб (2010, 407 у 2002).
Національний склад станом на 2002 рік — росіяни 97 %.